# Francesco Ragno
Francesco Ragno (Chivasso, 5 settembre 1969) è un architetto italiano.
Esponente dell'eclettismo italiano, sceglie l'Italia come principale scenario della sua attività di progettazione, non trascurando il panorama internazionale, in cui si è distinto per interventi puntuali. Imposta le sue architetture recuperando il pensiero dell'architetto Roberto Gabetti, che descrive il mondo eclettico come: 
(Roberto Gabetti, "Eclettismo", in Dizionario Enciclopedico di Architettura e Urbanistica, Istituto Editoriale Romano, Roma 1968, p.211)
Rifacendosi ai grandi maestri, trasferisce il termine eclettismo (dal greco eklektekós da ekleghein, scegliere, selezionare) dal linguaggio filosofico a quello artistico, ispirandosi a fonti diverse, accogliendo da ciascuna gli elementi ritenuti migliori ed affini, cercando di armonizzarli in una nuova sintesi. Subendo quindi il fascino del passato, ma con lo sguardo sempre rivolto alle nuove tecnologie, nel corso degli anni ha maturato un linguaggio architettonico personale e caratterizzante.
Assomiglia molto a una persona che conosco, ma ha 40 anni in più

## Biografia
Durante gli anni degli studi universitari in Architettura presso il Politecnico di Torino, cominciano i contatti col panorama internazionale, collaborando con architetti della Universidad Politécnica de Valencia (UPV), fra i quali Miguel del Rey, nel 1992.
Dal 1993 al 1994, risiede a Barcellona grazie ad una borsa di studio che gli consente di entrare nel team di progettazione dell'Estudio di Carme Pinós e di partecipare a numerosi concorsi europei; quest'esperienza sarà fondamentale per la formulazione di un linguaggio architettonico personale.
Tornato in Italia, inizia a preparare la sua tesi di laurea dal titolo "Presente e Futuro. Architettura nella città di Palma de Mallorca: abitazioni e territorio", vantando come relatore l'architetto Aimaro Oreglia d'Isola e discutendo al cospetto dell'architetto Elio Luzi.
Nel 2001 si trasferisce a Roma e fonda lo studio Francesco Ragno Architects; è a Roma che conosce e collabora con l'architetto Renzo Piano e con il suo studio, intraprendendo sia progetti di ampio respiro, sia occasioni professionali di scala ridotta, a livello nazionale e internazionale.
Nel 2005 consegue un master in Adeguamento dello spazio liturgico, presso l'Università di Roma Sapienza, ed intraprende gli studi filosofici presso l'Università Pontificia Salesiana di Roma.
Dal 2007 al 2009 collabora con la Facoltà di Architettura dell'Università degli Studi Roma Tre, ricevendo dall'architetto Renzo Piano, e dal preside di Facoltà, la nomina di primo coordinatore D.I.A.C. (Dottorato Itinerante in Architettura Chiesastica).
Nel 2013 fonda la Errepi Interior Design S.r.l.s., specializzata nel campo dell'arredamento e dell'interior design.
Nel 2016 apre un branch office a Milano.

## Principali realizzazioni
Architettura
- Austria
  - Rosenegg, 2015, Schloss Hotel, Restauro di un castello
- Francia
  - Pontigny, 2016, Maison Pontoriero, Casale rurale
- Italia
  - Calabria
    - Palmi, 2015, Palazzo Alvaro, Restauro

  - Campania
    - Benevento, 2014, Villa Flora

  - Lazio
    - Roma, 2005, Attico n.1
    - Roma, 2006, Piazza di Pietra, Restauro Palazzo Signorile
    - Viterbo, 2006, Casale Arlena di Castro, Restauro e consolidamento
    - Roma, 2006, Chiesa di Sant'Antonio da Padova al Tuscolano, Ampliamento liturgico
    - Roma, 2007, Fonteiana House, Appartamento
    - Roma, 2007, Vitellia House, Appartamento
    - Roma, 2007, Villino Bifamiliare n.1, Montespaccato
    - Roma, 2008, Attico e superattico Monti
    - Roma, 2008, Hotel Marriott, Restauro
    - Roma, 2008, De Angelis House
    - Roma, 2008, Villino Bifamiliare n.2, Montespaccato
    - Roma, 2010, Casaletto Estensi, Restauro e consolidamento casale
    - Roma, 2011, Casale Pilotti, Casale presso Campagnano di Roma
    - Roma, 2012, Appartamenti Appia Antica
    - Roma, 2012, CB Attic
    - Roma, 2012, B&B Acquedotto Simone, Villa Doria Pamphilj
    - Roma, 2012, Villino Bifamiliare n.3
    - Roma, 2012, Twins, Villini, Pomezia
    - Roma, 2013, Villino n.4, Pomezia
    - Roma, 2013, Villino De Cataldo, Campo Ascolano
    - Rieti, 2014, Palazzo Nunziante Delfini, Restauro ex chiesa, Poggio Nativo
    - Roma, 2014, The Wesley Roma srl
    - Roma, 2015, Cappella De Cataldo, Restauro, cimitero del Verano
    - Roma, 2015, Cappella Centomini, Restauro, cimitero del Verano
    - Roma, 2015, Casale Colonna
    - Latina, 2015, Il Centro della Città, Complesso urbano, Cisterna di Latina

  - Lombardia
    - Lodi, 2005, Castello di Caselle Lurani, Restauro conservativo
    - Bergamo, 2009, Nuovo Ospedale Papa Giovanni XXIII, in collaboration with MOMARCH-Studio Monaco Martini & Aymeric Zublena

  - Sardegna
    - Olbia, 2015, Villa Montali, Porto Rotondo

  - Toscana
    - Siena, 2006, Chiesa di Sant'Agostino a Colle di Val d'Elsa, Adeguamento liturgico
    - Siena, 2011, B&B Giovancorso, Restauro e consolidamento casale

  - Umbria
    - Perugia, 2009, Hotel Castello, Restauro castello medievale, Montegualandro

  - Valle d'Aosta
    - Aosta, 2016, Optical House, Pré-Saint-Didier

  - Veneto
    - Verona, 2016, Hotel SGH, Restauro
    - Verona, 2016, Villa Porro Pirelli, Restauro

Interior Design
- Austria
  - Rosenegg, 2015, Schloss Hotel, Restauro di un castello
- Italia
  - Calabria
    - Palmi, 2015, Palazzo Alvaro, Restauro

  - Campania
    - Benevento, 2014, Villa Flora

  - Lazio
    - Roma, 2005, Appartamento Ozanam
    - Roma, 2006, Appartamento Savorelli
    - Viterbo, 2007, Abitazione Navigatori
    - Roma, 2007, Appartamento Calvi
    - Roma, 2008, HANRO, Shop
    - Roma, 2008, Abitazione Portuense
    - Roma, 2008, Abitazione Cavour
    - Roma, 2009, Abitazione Laurentina
    - Roma, 2009, Office n.1
    - Roma, 2010, Appartamenti Appia
    - Roma, 2010, Appartamenti Pietralata
    - Roma, 2011, Office n.2, Vigne Nuove
    - Roma, 2011, Loft,  Città del Vaticano
    - Roma, 2011, Attico Portuense
    - Roma, 2012, Appartamento Trastevere
    - Roma, 2014, Ambientazioni, Portuense
    - Roma, 2015, Allestimento di un palco, Basilica di San Pietro
    - Roma, 2015, Uffici UIL Nazionale
    - Latina, 2015, Uffici UIL Nazionale
    - Roma, 2016, Fly Table

  - Valle d'Aosta
    - Aosta, 2016, Optical House, Pré-Saint-Didier

## Partecipazione a concorsi e ricerca
- Roma, 2007, Nuova Sala Situazioni della Protezione Civile, secondo classificato
- Palma de Mallorca, 2007, Presente e futuro: Architettura nelle città. Realizzazione di un edificio industriale per la produzione vinicola
- Cesena, 2008, Concorso per la realizzazione di un complesso ecclesiastico, Conferenza Episcopale Italiana (CEI)
- Roma, 2011, Concorso per la realizzazione di una scuola
- Foggia, 2014, Riqualificazione di Piazza Pertini, Comune di Peschici
- Latina, 2015, Valorizzazione della cisterna borbonica, Comune di Formia
- Siracusa, 2016, Lighthouse sea hotel. Syracuse